# Mistrovství světa ve florbale žen do 19 let 2020
Mistrovství světa ve florbale žen do 19 let 2020 bylo 9. ročníkem mistrovství světa juniorek. Mistrovství se konalo ve švédské Uppsale. Původně se mistrovství mělo odehrát 6. až 10. května 2020, ale z důvodu pandemie covidu-19 byl turnaj několikrát přesunut, nakonec na 1. až 5. září 2021.
Pro přetrvávající omezení z důvodů opatření proti šíření pandemie covidu-19 se turnaje zúčastnily jen evropské země.
Druhý titul získalo po devíti letech Finsko, na druhém místě skončily Švédky. Český tým obhájil bronzovou medaili z předchozího mistrovství. Mimo to v základní skupině poprvé v historii porazil Švédsko a v zápasu s Lotyšskem výsledkem 16:0 překonal dosavadní rekord českých juniorek na mistrovstvích světa.

## Kvalifikace
Závěrečného turnaje se poprvé mělo zúčastnit 16 národních týmů. Bylo zrušeno rozdělení na divize A a B z minulých mistrovství.
Nejlepších devět reprezentací z předchozího mistrovství v roce 2018 bylo nasazeno přímo. Byli to všichni účastníci divize A, tedy reprezentace Švédska, Finska, Česka, Polska, Švýcarska, Norska, Německa a Slovenska, a vítěz divize B, tedy reprezentace Lotyšska.
Podle regionálních kvót byly nasazeny přímo všechny přihlášené týmy z Ameriky a Asie a Oceánie, tedy Kanada, Spojené státy, Austrálie, Čína a Nový Zéland.
O posledních dvou místech se rozhodlo v evropské kvalifikaci mezi pěti zbývajícími přihlášenými týmy. Postoupily Rusko a Rakousko.

## Místo konání
| Uppsala   |
| --------- |
| IFU Arena |
|           |

## Los skupin
Postupující týmy byly 30. září 2019 rozlosovány do čtyř skupin A až D po čtyřech týmech. Do skupin A a B se losovalo mezi nejlépe umístěnými týmy z předchozího mistrovství, do skupin C a D mezi ostatními.
Na začátku července 2021 se pro přetrvávající omezení z důvodu pandemie covidu-19 z turnaje odhlásily všechny mimoevropské týmy a Norsko a Rakousko. Zbývajících devět týmů bylo rozděleno do dvou skupin.

## Skupinová fáze

### SkupinaA
Protože bylo ve skupině A pět týmů a bylo nutné dodržet původně naplánovaný harmonogram turnaje, musely týmy odehrát v jednom ze tří dnů vyhrazených na skupiny dva zápasy. Z tohoto důvodu byl ve skupině A zkrácen herní čas na třikrát 15 minut.
| Poř. | Tým       | Z | V | R | P | VG | IG | +/- | B |
| ---- | --------- | - | - | - | - | -- | -- | --- | - |
| 1.   | Švýcarsko | 4 | 3 | 1 | 0 | 17 | 7  | +10 | 7 |
| 2.   | Finsko    | 4 | 3 | 0 | 1 | 30 | 6  | +24 | 6 |
| 3.   | Polsko    | 4 | 2 | 0 | 2 | 7  | 11 | -4  | 4 |
| 4.   | Rusko     | 4 | 1 | 0 | 3 | 4  | 16 | -12 | 2 |
| 5.   | Německo   | 4 | 0 | 1 | 3 | 2  | 20 | -18 | 1 |

| 1. září 2021 9:01 | Finsko | 9 : 0 (4:0, 3:0, 2:0) | Rusko | IFU Arena, Uppsala Návštěvnost: 37 |  |

| Zpráva |

| 1. září 2021 11:31 | Polsko | 1 : 6 (0:1, 0:2, 1:3) | Švýcarsko | IFU Arena, Uppsala Návštěvnost: 48 |  |

| Zpráva |

| 1. září 2021 16:45 | Německo | 1 : 13 (0:6, 1:4, 0:3) | Finsko | IFU Arena, Uppsala Návštěvnost: 68 |  |

| Zpráva |

| 1. září 2021 19:45 | Rusko | 2 : 6 (2:1, 0:4, 0:1) | Švýcarsko | IFU Arena, Uppsala Návštěvnost: 30 |  |

| Zpráva |

| 2. září 2021 9:01 | Polsko | 4 : 0 (2:0, 0:0, 2:0) | Německo | IFU Arena, Uppsala Návštěvnost: 28 |  |

| Zpráva |

| 2. září 2021 11:30 | Švýcarsko | 4 : 3 (2:2, 2:0, 0:1) | Finsko | IFU Arena, Uppsala Návštěvnost: 93 |  |

| Zpráva |

| 2. září 2021 16:45 | Rusko | 0 : 1 (0:0, 0:0, 0:1) | Polsko | IFU Arena, Uppsala Návštěvnost: 82 |  |

| Zpráva |

| 3. září 2021 9:00 | Švýcarsko | 1 : 1 (0:0, 0:1, 1:0) | Německo | IFU Arena, Uppsala Návštěvnost: 68 |  |

| Zpráva |

| 3. září 2021 11:30 | Finsko | 5 : 1 (2:0, 1:1, 2:0) | Polsko | IFU Arena, Uppsala Návštěvnost: 38 |  |

| Zpráva |

| 3. září 2021 16:45 | Německo | 0 : 2 (0:1, 0:0, 0:1) | Rusko | IFU Arena, Uppsala Návštěvnost: 73 |  |

| Zpráva |

### Skupina B
| Poř. | Tým       | Z | V | R | P | VG | IG | +/- | B |
| ---- | --------- | - | - | - | - | -- | -- | --- | - |
| 1.   | Česko     | 3 | 3 | 0 | 0 | 30 | 5  | +25 | 6 |
| 2.   | Švédsko   | 3 | 2 | 0 | 1 | 21 | 7  | +14 | 4 |
| 3.   | Lotyšsko  | 3 | 1 | 0 | 2 | 8  | 36 | -28 | 2 |
| 4.   | Slovensko | 3 | 0 | 0 | 3 | 10 | 21 | -11 | 0 |

| 1. září 2021 14:00 | Česko | 16 : 0 (4:0, 6:0, 6:0) | Lotyšsko | IFU Arena, Uppsala Návštěvnost: 27 |  |

| Zpráva |

| 1. září 2021 19:15 | Slovensko | 2 : 4 (0:1, 1:1, 1:2) | Švédsko | IFU Arena, Uppsala Návštěvnost: 122 |  |

| Zpráva |

| 2. září 2021 14:00 | Česko | 10 : 2 (4:1, 3:0, 3:1) | Slovensko | IFU Arena, Uppsala Návštěvnost: 38 |  |

| Zpráva |

| 2. září 2021 19:15 | Lotyšsko | 1 : 14 (1:2, 0:5, 0:7) | Švédsko | IFU Arena, Uppsala Návštěvnost: 79 |  |

| Zpráva |

| 3. září 2021 14:00 | Lotyšsko | 7 : 6 (3:2, 3:2, 1:2) | Slovensko | IFU Arena, Uppsala Návštěvnost: 34 |  |

| Zpráva |

| 3. září 2021 19:15 | Švédsko | 3 : 4 (2:0, 0:3, 1:1) | Česko | IFU Arena, Uppsala Návštěvnost: 300 |  |

| Zpráva |

## Závěrečná část
Hrály první dva týmy ze skupin.
|  | Semifinále | Semifinále | Semifinále |  |  | Finále      | Finále      | Finále      |
|  |            |            |            |  |  |             |             |             |
|  | 1A         | Švýcarsko  | 5          |  |  |             |             |             |
|  | 2B         | Švédsko    | 9          |  |  |             |             |             |
|  |            |            |            |  |  |             | Švédsko     | 4           |
|  |            |            |            |  |  |             | Finsko      | 5           |
|  | 1B         | Česko      | 2          |  |  |             |             |             |
|  | 2A         | Finsko     | 5          |  |  | Třetí místo | Třetí místo | Třetí místo |
|  |            |            |            |  |  |             | Švýcarsko   | 2           |
|  |            |            |            |  |  |             | Česko       | 6           |

### Semifinále
| 4. září 2021 13:30 | Česko | 2 : 5 (0:2, 1:0, 1:3) | Finsko | IFU Arena, Uppsala Návštěvnost: 214 |  |

| Zpráva |

| 4. září 2021 16:30 | Švýcarsko | 5 : 9 (1:2, 1:5, 3:2) | Švédsko | IFU Arena, Uppsala Návštěvnost: 300 |  |

| Zpráva |

### Finále
| 5. září 2021 15:30 | Švédsko | 4 : 5pp (1:1, 1:1, 2:2, 0:1) | Finsko | IFU Arena, Uppsala Návštěvnost: 300 |  |

| Zpráva |

### O 3. místo
| 5. září 2021 12:30 | Švýcarsko | 2 : 6 (1:0, 0:3, 1:3) | Česko | IFU Arena, Uppsala Návštěvnost: 214 |  |

| Zpráva |

### O 5. místo
Hrály třetí týmy ze skupin.
| 4. září 2021 19:30 | Polsko | 3 : 7 (1:0, 1:2, 1:5) | Lotyšsko | IFU Arena, Uppsala Návštěvnost: 37 |  |

| Zpráva |

### O 7. místo
Hrály čtvrté týmy ze skupin.
| 4. září 2021 10:30 | Rusko | 2 : 3 (1:1, 0:1, 1:1) | Slovensko | IFU Arena, Uppsala Návštěvnost: 38 |  |

| Zpráva |

### O 8. místo
Hrály poražený ze zápasu o 7. místo a pátý tým ze skupiny A.
| 5. září 2021 9:30 | Rusko | 3 : 4 (2:1, 0:0, 1:3) | Německo | IFU Arena, Uppsala Návštěvnost: 53 |  |

| Zpráva |

## Konečné pořadí
| Pořadí           | Tým       |
| ---------------- | --------- |
| Zlatá medaile    | Finsko    |
| Stříbrná medaile | Švédsko   |
| Bronzová medaile | Česko     |
| 4.               | Švýcarsko |
| 5.               | Lotyšsko  |
| 6.               | Polsko    |
| 7.               | Slovensko |
| 8.               | Německo   |
| 9.               | Rusko     |

## All Star tým
Členkami All Star týmu se staly:
Brankářka:  Viktorie Karasová
Obrana:  Ulla Valtolaová,  Vanessa Rebecca Keprtová
Centr:  Nellie Öhgrenová
Útok:  Suvi Hämäläinenová,  Maja Viströmová